# Dioscorea epistephioides
Dioscorea epistephioides är en enhjärtbladig växtart som beskrevs av Paul Hermann Wilhelm Taubert. Dioscorea epistephioides ingår i släktet Dioscorea och familjen Dioscoreaceae. Inga underarter finns listade i Catalogue of Life.